# État souverain de Tolima
1861–1886
Entités précédentes :
- Province de Mariquita
Province de Neiva (1857)
- État fédéral de Cundinamarca (1861)

Entités suivantes :
- Tolima
Huila

L'État souverain de Tolima, créé sous le nom d'État fédéral de Tolima, est une division administrative et territoriale de la Confédération grenadine puis des États-Unis de Colombie. Il a été créé le 12 juillet 1861 par la sécession de la partie occidentale de l'État fédéral de Cundinamarca.

## Géographie

### Limites
- Nord : État souverain d'Antioquia
- Est : État souverain de Cundinamarca
- Sud : État souverain de Cauca
- Ouest : État souverain de Cauca

### Géographie physique
L'État souverain du Tolima est géographiquement l'équivalent des actuels départements de Tolima et Huila.

### Organisation territoriale
L'État de Tolima est divisé en trois départements, eux-mêmes divisés en districts. 
- Département du Centre (El Guamo)
- Département du Nord (Ambalema)
- Département du Sud (Neiva)

La capitale de l'État est Neiva.

## Démographie
Au recensement de 1870, l'État de Tolima compte 230 891 habitants dont 110 791 hommes et 120 100 femmes.